# Szkíta puccskísérlet
A Magyar Rendőrség, a Nemzeti Nyomozó Iroda és a Készenléti Rendőrség a Terrorelhárítási Központ közreműködésével 2024. január 23-án Veszprém, Pest, Zala és Bács-Kiskun területén, illetőleg a fővárosban, Budapesten mintegy 10 helyszínen vett őrizetbe több olyan személyt, akik még 2023 novemberében közösségi médiafelületeken jelentették be, hogy a Szkíta Magyarország elnevezésű mozgalom keretében átveszik a hatalmat, lefegyverzik a katonai és karhatalmi erőket valamint külföldi csapatokat hívnak be az országba. A hatósági intézkedések során több éles lőfegyver is előkerült, továbbá olyan államtagadó írásokat és listákat, amelyekben a tagok kilátásba helyezték az ötödik Orbán-kormány és a korábbi kormányok tagjainak letartóztatását.
Magyarországon ugyan számos ember vallja magát a népszámlálások alkalmával szkítának, ám zömüknek nincs köze ilyen és ehhez hasonló csoportosulásokhoz.
A Szkíta Magyarország tagjai különböző zűrzavaros összeesküvéselméletek hívei, amely része egy szélesebb, az egész világon is elterjedt összeesküvéselméletnek, az ún. UCC konteónak. Ugyanakkor mind ez a csoport, mind más, magukat szkítákként definiáló személyek hívei olyan elméleteknek, mint a lapos Föld vagy a Covid-oltásellenesség.

## Előzmények
Az 1989-es rendszerváltás óta számos egyéb nemzetiség bejegyeztetésére történt már kísérlet, amelyeket többnyire elutasítottak a kormányok a Magyar Tudományos Akadémia állásfoglalása nyomán. A 2022-es magyarországi népszámlálás publikussá váló adatai alapján 2439 ember vallotta magát szkítának Magyarországon, továbbá úgy nyilatkoztak, hogy otthon is szkítául beszélnek. Az adat sokakat meghökkentett, mivel nem tudni, hogyan beszélhetnek a magukat szkítánál vallók szkítául, mivel a szkíták nyelve a tudomány álláspontja szerint nemcsak hogy talán utód nélkül kihalt, de rendkívül kevés adat maradt fenn, a tudósok legfeljebb csak néhány szót ismernek.
A magyarországi szkíta nemzetiség elismerését támogató személyek, élükön Pócs Alfréddal 2023-ban ismét kérvényezték ezt az országgyűlésnél. A kérdést az országgyűlést megtárgyalta, miután a petícióban összegyűjtötték a szükséges aláírásokat, de ezúttal sem szavazták meg.

### Szélsőséges mozgalmak Magyarországon
A hatóság több szélsőséges csoportot is nyilvántart Magyarországon, amelyek tesznek olykor kijelentést hatalomátvételt illetően, bár ezen csoportok tagsága összesen 1000 főt tehet ki. A legtöbben bár ezen aprócska mozgalmak szándékainak komolyságát megkérdőjelezik, de volt már arra példa, hogy akár egy-egy tagjuk veszélyes magánakcióba próbált kezdeni illetve véres összetűzésbe került a hatóságokkal. Közismert példája ennek Győrkös István esete, aki a szélsőséges hungarista eszméket képviselte Magyarországon a rendszerváltást követő években több kisebb szervezet formájában. Az egyik ilyen csoport, a Nemzeti Arcvonal éleslőfegyvereket gyűjtött be, amelyekkel gyakorlatoztak is, végül az arzenált a rendőrség elkobozta.
A rendőrség 2016-ban további házkutatást akart végezni Győrkös bőnyi otthonában, fegyvereket keresve, mire Győrkös egy AK–47-essel tüzet nyitott rájuk és megölte Pálvölgyi Péter őrnagyot. Győrköst a bíróság 2019-ben jogerősen életfogytiglani szabadságvesztésre ítélte.
Ugyancsak nagy visszhangot keltett egy másik csoport nyilvánosan közzétett, hatalomátvételre felszólító kísérlete, nevezetesen az ún. PI-kör-é, amelyet Posta Imre valamikori katonai pszichológus szervezett. Posta Imre egy másik, gyújtogatásért elítélt hívével, Kovács Áronnal tartott Kulcson egy kisebb összejövetelt, ahol órákig szónokolt, majd a jelenlevőket gyilkosságra szólította fel a kormány és bedőlt devizahitelesek ügyében ítélkező bírók, illetve azok családtagjai ellen. A beszédről élőben közvetített videó is készült, amelyet számos ember látott illetve láthatott, így már nemcsak a felszólítással, de magával a széles körben közvetített módon bűncselekményt követett el Posta és Kovács, utóbbi ráadásul konkrét tippeket adott az emberölés kivitelezésére.
A bíróságon egyébként Posta Imre tett egy olyan megjegyzést, amelyben saját magát szkítának illetve kontyos kunnak és székelynek definiálta, viszont semmi sem utal arra, hogy kapcsolatban állna vagy állt volna a Szkíta Magyarországgal. Az is megállapítható, hogy Posta ideológiája nagyfokú hasonlóságot mutat a Szkíta Magyarország által képviselt nézetekkel, de még ez sem bizonyíték a közvetlen kapcsolatra.

## A Szkíta Magyarország elvei
A Szkíta Magyarország bizonyos szempontból egy anarchista felfogású szerveződés, amely tagadja a magyar állam létét, s melyről úgy tartja, hogy az már évek óta egy new yorki bejegyzésű izraeli cég. A vezető, Kötő Gyula szerint Szent István óta félrevezetésben tartják az embereket, s a különböző államformák formájában fosztják ki őket, ezért kell visszaállítani az ősi Szkítiá-t.
A Szkíta Magyarország által még 2023 novemberében közölt videóban szoros összefonódás tapasztalható az UCC konteóval, amely körülbelül 2012 van jelen Magyarországon. Ezzel nemcsak az új magyar alaptörvény legitimitását akarták megkérdőjelezni, de az addig Magyar Köztársaságnak nevezett állam létét is, amely ezentúl csak egyszerűen Magyarországként szerepelt tovább. Ennek megfelelően úgy tartotta a Szkíta Magyarország is, hogy ennek az államnak nem tartozik senki engedelmességgel, továbbá egy spirituális, romlatlan és ultrademokratikus szkíta birodalom létrehozását lebegtették.
Fenyegető kijelentések is hangzottak el ezzel kapcsolatban a zsidókra (elsősorban az askenázikra), akik globalista csoportokkal és illegitim-nek tartott magyar állammal törnének a szkíták ellen, ezért velük szemben fegyveres harcot helyeztek kilátásba.
A novemberben közzétett videóban (amely eredetileg a TikTok közösségi hálón szerepelt) Kötő Gyula többek között ezt mondta:
Egy olyan egységgel, olyan erővel állunk mi most szemben: vagy mi, vagy ők, de valakinek buknia kell. Itt van az idő, 2023-2024, megalakul az új Szkíta Magyarország, az új Szkítaország a kárpát-medencei nemzetségek szervezésében. Az új szabad katonai csapatok felfegyverzése elkezdődött és le lesznek tartóztatva visszamenőleg az összes volt kormánytag és a jelenlegi.
Az önjelölt puccsisták között volt Szigeti Sándor, aki részt vett az 1956-os forradalomban, megsebesült, majd az Amerikai Egyesült Államokba emigrált. Magyarországra visszatérve politikai szerepléssel próbálkozott és pártot is alapított Szövetség a Szentkorona Országáért (röviden SZASZKO) névvel. Elve a pártnak (amely választásokon sose indult) helyreállítani a történelmi Magyarországot és a Szent Korona Alkotmányát, királyt állítani az ország élére, bár megtartaná a parlamentet, viszont annak élén egy kormányzó állna.
2021-ben Szigeti egy meghökkentő lépést tett, mégpedig vélhetően Horthy Miklós példájára Magyarország új kormányzójaként lépett fel és videóban tett esküt egy a kiegyezést követően használt Magyar Királyság középcímernek a képe és a Szkíták Ősnemzetsége felirattal a háta mögött.
Szigeti egyenruhában egy Szent Koronát imitáló apró másolat és egy huszárszablya előtt esküdött fel december 12-én a következőképpen:
Én, Szigeti Sándor, Magyarország megválasztott kormányzója, esküszöm az élő Istenre és mindenre, ami előttem szent, hogy a csonkítatlan ezeréves Magyarországhoz, magyar nemzeti eszméhez, a magyar törvényekhez, jó szokásokhoz, hogy a Magyarország, a Szent Korona országa, alkotmánya, törvényeit megtartom és másokkal is megtartatom. Függetlenségét és területét megvédem, kormányzói tisztemet az alkotmány értelmében a Nemzetgyűléssel egyetértésben gyakorlom és mindent megteszek, amit az ország és dicsőségére igazságosan megtehetek. Isten engem úgy segéljen!

## Rendőrségi intézkedés
A január 23-i razzia során 8 személyt állított elő a készenléti rendőrség és TEK, mintegy 150 főt bevetve, tekintettel arra, hogy már korábban feltételezték, miszerint a gyanúsítottaknál fegyverek is lehetnek. A továbbiak 11-re bővült a intézkedés alá vont személyek száma, közülük hárman előzetes letartóztatásba kerültek.
Az idős Szigeti Sándor, akit váci lakásán vettek őrizetbe, rosszul lett, komoly szívproblémák léptek fel nála. Felesége akkor a sajtónak úgy nyilatkozott, hogy férje tette nem egyéb volt, mint a haza visszaterelése a királyságba.
Az ügyben a Nemzeti Nyomozó Iroda az alkotmányos rend erőszakos megváltoztatásának előkészülete miatt indított eljárást. A razziák során éles maroklőfegyvert, lőszereket, Kalasnyikov-gépkarabélyokat, gáz- és riasztófegyvereket, valamint gumilövedékes fegyvereket és légfegyvereket foglaltak le. A nyomozók szerint a fegyverek birtoklása a csoport elszántságára utal.
Előkerültek a csoport államtagadó nézeteit tartalmazó iratok és olyan dokumentumok, amelyekben saját alkotmány szövegeztek, tagjaik részére pedig igazolványt, forgalmiengedélyt, sőt diplomáciai papírokat is kiállítottak.
A sajtóban nyilvánosságra került, hogy Kötő Gyula, akit Murakeresztúron állított elő a készenléti rendőrség, 2023 augusztusáig tagja volt a Mi Hazánk Mozgalomnak és mintegy 10 hónapig a párt nagykanizsai elnöke volt. Kötő nevéhez több, felszámolás alá került vállalkozás, mint az Ősmagyar Ásványvíz Kft is volt köthető.
Kötő kilátásba helyezte a rendőrség lefegyverzését és a katonaság átállítását is, s magát a Szkíta Nemzetőrség tagjaként is definiálta. Letartóztatását megelőző hónapokban még számos, zavarba ejtő bejegyzést is posztolt, többek között a szkítákat védő fénycsaládok űrhajói-ról. A sajtónak is eljuttatott korábban olyan leveleket, amelyekben ugyancsak homályos, megmagyarázhatatlan és bizarr állításokkal traktálta a címzetteket askenáziak által művelt népirtásokról vagy cionista bűnszervezetnek nevezte a Nemzeti Élelmiszerlánc-biztonsági Hivatalt, sőt azt állította, hogy Izrael hivatalosan nincs, felszámolták.
Az intézkedések után Pócs Alfréd, akit a sajtó is megkeresett kihangsúlyozta: „A szkítaságot mi máshogyan képzeljük, valamiért harcolunk és valamiért állunk sorba, nem valami ellen. Mi a klasszikus szkíta erkölcsiségért alakultunk, nem radikális úton képzeljük el a változást.”
30 napos letartóztatás idején Kötő azt nyilatkozta a Blikknek, hogy szavaikat félreértették, senkit sem akartak bántani, még inkább fegyveres felkelésre felszólítani. Úgy látta, hogy a politikai vezetés ijedhetett meg a dologtól és megint utalt az általa is hangoztatott konteóra, amely kétségbe vonja Magyarország államiságát is. Kötő, miként a videóban, úgy itt is utalt bizonyos szabad katonai csapatokra, akik elvégzik azt, amit a kormány elmulasztott: történetesen, hogy nem jelentették be az állam 2012-ben történt felszámolását.
Szigeti Sándor esetében felmerült, hogy nem koránál fogva korlátozottan van tudatában tettei súlyának és korlátozott cselekvőképességében, ezért a bíróság az Igazságügyi Megfigyelő és Elmegyógyító Intézetben történő elhelyezéssel rendelte el a letartóztatást.

## Bírósági eljárás
A Zala megyei Főügyészség 2025. július végén alkotmányos rend erőszakos megváltoztatására irányuló előkészület bűntette miatt emelt vádat kilenc személy ellen, akik részt vettek a 2023-as szkíta puccskísérlet szervezésében.

## Reakciók
A szkíták, mint nemzetiség elismerésének egyik fő szószólója, Pócs Alfréd orvos és szervezete a Szkíta Egyesület közleményben határolódott el a Szkíta Magyarországtól, hangsúlyozva, hogy elutasítanak bármilyen erőszakos fellépést, továbbá tagadta, hogy a Szkíta Egyesületnek bárminemű kapcsolata lenne a Szkíta Magyarországgal.
A Bohóc karmai között c. rádiós műsor műsorvezetője, Tasnádi András a Spirit FM-en megjegyezte, hogy bár a puccsisták futó bolondok, de megdöbbentő volt, hogy viszonylag nagyméretű szervezkedést hoztak létre.
Az MSZP egykori elnöke, Lendvai Ildikó a Klikk tv Heti Egyenleg c. műsorában elmondta, miszerint nem meglepő, hogy ez előfordulhatott, tekintettel arra, hogy a kormány, pontosabban az ahhoz közeli szervezetek, mint a Magyarságkutató Intézet népszerűsítenek olyan elméleteket, mint a szkíta-magyar rokonság. Hozzátette, hogy nem maga megpuccsolására törekedett a kormány, de az ilyen elméletekben hívők között is bővíteni szándékozott a táborát.